# Ийон Тихий: Космопилот
«Ийон Тихий: Космопилот» (нем. Ijon Tichy: Raumpilot) — малобюджетный фантастический сатирический сериал по мотивам произведений Станислава Лема о космопроходце И. С. Тихом. Сцены явно не претендуют на научную достоверность, например, обстановка на корабле практически не отличается от обстановки в жилой квартире, а снаружи корабль выглядит как френч-пресс с ракетным двигателем.
Первая серия вышла 26 марта 2007 года на немецком телеканале ZDF. Каждая серия первого сезона представляет собой 15-минутный, второго — 24-минутный эпизод, активно использующий компьютерную графику.

## В ролях
- Ийон Тихий — Оливер Ян
- Галюцинелла — Нора Чирнер

## Главные герои
- Ийон Тихий — космический пилот, дипломат, первооткрыватель — в общем, герой космоса.
- Галюцинелла — голограмма, созданная Ийоном Тихим для помощи.
- Мэл — небольшое волосатое существо, разыскивающее свою планету. Присоединяется к компании во втором сезоне.

## Описание
В конце каждой серии Ийон Тихий говорит:
Потом говорили, что я эту историю выдумал, а злопыхатели позволяли себе инсинуации, будто я питаю слабость к алкоголю и, тщательно скрывая это на Земле, предаюсь своему пороку в течение долгих лет космических путешествий. Одному Богу известно, какие ещё сплетни распространяли, но таковы уж люди: они охотнее верят всякой ерунде, чем подлинным фактам.(так завершается 7-е путешествие)

### Серии первого сезона
1. Kosmische Kollegen (Космические коллеги или Космический товарищ) — серия снята по мотивам 11-го путешествия (непонимания и конфликты между главным героем и роботом-пылесосом, который внешне напоминает R2D2) и по мотивам 14-го (эпизод с охотой на гигантского зверя под названием кулуп, в оригинале курдль).
2. Planet der Reserven (Планета резервов) — серия снята по мотивам 12-го путешествия (эпизоды со старением и омоложением), 14-го (эпизоды с пневмоархитектурой и дублями) и 23-м (разложение живых существ на атомы и восстановление их). И.Тихий собирается в другую галактику, дорога куда  занимает 30 лет. Проведя эти 30 лет в гибернационной кровати, он оказывается стариком — кровать неисправна. В поисках запчастей для кровати Тихий находит неожиданные приключения на «планете резервов».
3. Relativistische Effekte (Релятивистский эффект) — серия снята по мотивам 7-го путешествия (столкновения главного героя с самим собой).
4. Der futurologische Kongress (Футурологический конгресс) — серия снята по мотивам 8-го путешествия и к повести «Футурологический конгресс» практически не имеет никакого отношения. В отличие от рассказа, представители различных цивилизаций собрались не на заседание ООП (Организации объединённых планет), а на конгресс футурологов. Также в серии присутствуют мотивы из рассказа «Спасём космос!» (замусоренные планеты).
5. Sabotage (Саботаж) — авторская история об участии И. Тихого в робототехническом конкурсе, в которой присутствуют мотивы из рассказа «Клиника доктора Влипердиуса» (конкурсные работы напоминают роботов-пациентов), 11-го путешествия и «Стиральной трагедии» (роботов принимают за людей и наоборот).
6. Die innere Stimme (Внутренний голос) — авторская история, придуманная авторами сериала, с использованием персонажей С. Лема.

### Серии второго сезона
7. Held von Kosmos (Герой космоса) впервые показана 4 ноября 2011. И. Тихий хочет приготовить омлет. Для этого он отправляется на Омлетную планету. По ошибке он прилетает в другое место, а попытка приготовить протухшее яйцо приводит к появлению чёрной дыры. Совместно с проф. Тарантогой герои находят выход из ситуации. К Ийону и Галюцинелле присоединяется Мел — бывший помощник Тарантоги, который пытается найти свою родную планету. Серия снята по мотивам 18-го путешествия (создание «супа» для сохранения Вселенной) и рассказа «Профессор А. Донда».
8. Shøpping впервые показана 4 ноября 2011. Мэл предлагает посетить Мебельную планету, предполагая, что она является для него родной. Герои успевают и поссориться, и помириться, и раскрыть заговор мебели против Вселенной. Присутствуют мотивы 21-го и 11-го путешествий.
9. Schön schaumig (Пышная пена) впервые показана 11 ноября 2011.
10. Biste fix Zeitblasen (Жидкостный времязакрепитель) впервые показана 11 ноября 2011. Участие Ийона Тихого в презентации нового изобретения профессора Тарантоги — жидкостного времязакрепителя — создаёт временной парадокс, разрешить который удаётся только при помощи Галюцинеллы. По мотивам 20-го (встреча с двойником в петле времени) и 25-го (изобретения Тарантоги) путешествий.
11. Sepulken verboten (Сепуление запрещено) впервые показана 18 ноября 2011. И. Тихий, отправившись в уборную, замечает, что вода в ракете закончилась. Он пытается набрать воды на планете Аквариус. Тут и начинаются его приключения на залитой водой планете, на которой живут последователи деструктивного культа во главе с Великим Правителем Элроном. Тихий свергает диктатора и передает власть одному из жителей, но это мало меняет положение дел на планете — все жители привыкли подчиняться. Серия снята по мотивам 13-го путешествия (залитая водой планета), но в ней присутствуют и мотивы 11-го.
12. Das Erinnerungsstück (Воспоминания) впервые показана 18 ноября 2011. Авторская история. И. Тихий пытается вспомнить, когда у него день рождения. Далее начинается копание в самом себе при помощи потайного лифта в шкафу. Потом выясняется, что это не то сон, не то воздействие некого облака.
13. Schein und Sein I (Внешний вид и реальность) впервые показана 25 ноября 2011. Продолжение истории с чёрной дырой. И. Тихий прилетает к Омлетной планете, которую нечаянно раскалывает. Из планеты-яйца появляется новая чёрная дыра. Вдобавок Галюцинелла, желая проучить самоуверенного Тихого, помещает одну телепортационную кабину в другую, что тоже усложняет непростую ситуацию. Приключения с телепортационными кабинами сняты по мотивам «Путешествия профессора Тарантоги».
14. Schein und Sein II (Внешний вид и реальность) впервые показана 25 ноября 2011. Заключительная серия. Выясняется, что Мэл был собакой проф. Тарантоги, а превратился в «бездомного гуманоида» из-за несчастного случая с телепортационной установкой — телепортировался пес и правая рука Тарантоги, а на выходе получилось новое существо — немецкий вариант Шарикова. Тихий попадает в чёрную дыру, спорит с автором сценария (как в последней серии 1-го сезона), но его спасают Галюцинелла, Мэл, Спами и Тарантога.

## Память
- В честь Галюцинеллы назван астероид (343444) Halluzinelle (2010 EW20), открытый немецкими астрономами в 2010 году[1].